# Almojarife
Almojarife es una palabra castellana de origen árabe (del árabe hispánico almušríf, y este del árabe clásico mušrif) que significa tesorero.
En la Edad Media española, especialmente en la Corona de Castilla, recibían la denominación de almojarifes los altos funcionarios de la burocracia real encargados de la hacienda pública, o tesorero mayor. Almojarifazgo era el nombre de un impuesto aduanero, y los encargados de cobrarlo también se denominaban almojarifes.

Almojarife es palabra de arábigo, que quiere tanto decir como oficial que recabda los derechos de la tierra por el rey... et este o otro qualquier que toviese las rentas del rey en fialdat debe ser rico et leal, et sabidor de recabdar et de aliñar, et de acrescerle las rentas, et debe facer las pagas á los caballeros et á los otros homes, segunt manda el rey..
Partidas II, 9, 25

## Almojarifes y tesoreros en la Corona de Castilla
Durante la Baja Edad Media el puesto de almojarife estaba habitualmente ocupado por judíos, que adquirieron gran importancia social y política, y usaban el título de don. Su origen parece estar en el siglo XII. En ese siglo Yehuda ibn Ezra fue almojarife de Alfonso VII, mientras que Ruy Capón habría sido almojarife de la reina Urraca (y consiguió un notable ascenso social, tras convertirse al cristianismo, siendo el origen de la presunta sangre judía de la mayor parte de la aristocracia española, según denunciaba el provocativo libelo Tizón de la Nobleza). En el siglo XIII se contaron entre ellos Abraham el Barchilón y dos que lo fueron de Alfonso X el sabio: Çulema (Zulema o Salomón, muerto en 1273) y su hijo Yishaq de la Maleha (enriquecido especialmente por el arriendo de impuestos y salinas reales, ajusticiado en 1280, por orden de Alfonso X, por desvío de fondos -de todas partes llovían los regalos, cohechos numerosos, sobornos incontables-). En el siglo XIV se produjo el cambio de denominación por la de tesorero mayor. En la segunda mitad del siglo lo fueron Samuel ha Leví (de Pedro el cruel, ante quien cayó en desgracia en 1360), Mayr Abenamias y Abraham ibn Çarça. Tras la revuelta antijudía de 1391 (precedida en 1379 por el escándalo y la muerte de Yuzaf Pichón, almojarife y contador mayor de Enrique II y Juan I), el gran número de conversiones al cristianismo hizo que fueran judeoconversos los que pasaran a ocuparse de la hacienda real. El caso que marca la transición fue Samuel Abravanel, que se convirtió al cristianismo con el nombre de Juan Sánchez de Sevilla. 
El mismo cargo de tesorero mayor entró en crisis, pues sus funciones pasaron a ser desempeñadas por los contadores mayores (Contaduría mayor), e incluso por otros oficios regios como los de repostero, camarero, despensero y mayordomo (del mayordomo mayor, jefe de la Casa regia, pasó a depender el cargo denominado tesorero de la casa del rey). En algunas ocasiones el mismo personaje acumuló los cargos de tesorero mayor y contador mayor. Los funcionarios subordinados a los contadores mayores y encargados de misiones puntuales también eran llamados tesoreros.
Hasta finales del siglo XV, cuando se produce la expulsión de los judíos (1492), los judíos siguieron ocupando los cargos clave en la administración de la Hacienda real y el arrendamiento de impuestos, como Abraham Benveniste. El grupo financiero en torno a la familia Senior (Senneor o Seneor) se hizo con la mayor parte de estos arrendamientos desde la década de 1460, y Abraham Senior alcanzó posiciones muy elevadas en la corte, además del cargo de almojarife mayor de Castilla y el de rabino mayor de Castilla (cargo no sólo religioso, pues ejercía de enlace o representante ante la corte de todas las aljamas del reino, y de ésta ante ellas). En esa misma época, el contador mayor Gaón, también judío, fue asesinado en Vitoria, sucediéndole Ben Arroyo. Un judío portugués expulsado de su reino en 1483, fue acogido en Castilla durante un breve tiempo: Isaac Abravanel, protegido de Senior y asociado a sus negocios, que ocupó el cargo de factor mayor. Abraham Senior y toda su familia (entre la que se encontraba el también rabino y recaudador Mayr Malamed), se convirtieron al cristianismo en 1492, pasando a apellidarse "Coronel" y ennobleciéndose.

## Tesoreros y almojarifes en la Corona de Aragón
En la Corona de Aragón (a diferencia de la de Castilla, donde no existía oficina con tal denominación), sí existía un organismo denominado tesorería, dirigido por el maestre racional o jefe supremo, así como un tesorero mayor.
El nombre de almojarife en la taifa de Menorca, posterior a la conquista cristiana del reino de Mallorca, correspondía a un administrador musulmán que ejercía como gobernante tributario local semiindependiente, sometido a vasallaje.

## Tesoreros en la hacienda de Indias (almojarifazgo)
En la administración de la hacienda de Indias (caudales de Indias o caja real) existían los cargos de tesorero, contador, veedor y factor. En la legislación de Indias se implantó el término de almojarifazgo para los inspectores fiscales, para aquel que ejercía el oficio y la jurisdicción del almojarife.